# شهریار، ماسال‌لی
شهریار (به ترکی آذربایجانی: Şəhriyar) یک منطقهٔ مسکونی در جمهوری آذربایجان است که در شهرستان ماساللی و در دهیاری امینلی واقع شده‌است.